# Cri6
Cri6, pseudonimo di Youness El Mouaffaq (Fès, 1994), è un ballerino marocchino.
Nel luglio 2017 ha vinto una medaglia d'argento nella categoria danza hip hop all'VIII Jeux de la Francophonie di Abidjan, Costa d'Avorio, gareggiando insieme alla nazionale marocchina 04 Lkarwa.

## Carriera
Youness El Mouaffaq è nato a Fès, in Marocco. Si è esibito in alcune delle competizioni internazionali di danza inclusa la Red Bull BC One World Final, World BBoy Series, The Notorious IBE, BBIC Korea, BIS China.
Youness El Mouaffaq è considerato come una dei migliori concorrenti sulla scena negli ultimi anni. È un membro di El Mouwahidine e Lhiba Kingzoo con altri B-Boys marocchini, Lil Zoo e The Wolfer.
Al Jeux de la Francophonie 2017 ad Abidjan, in Costa d'Avorio, il palco del Canal aux Bois ha ospitato la fase finale della competizione di danza hip-hop. El Mouaffaq ha vinto la medaglia d'argento nella categoria danza hip-hop, gareggiando insieme alla squadra nazionale marocchina 04 Lkarwa ed è riuscita a issare la bandiera del Marocco nei cieli di Abidjan e offrire così al paese una medaglia d'argento all'VIII Jeux de la Francophonie.
Youness El Mouaffaq si è classificato al 18 ° posto a livello globale al WDSF World Breaking Championship che si è svolto a Nanchino, in Cina, il 23 giugno 2019.
Ha inoltre partecipato a numerosi eventi internazionali come:
- 30.11.2019 Hustle & Freeze Vol.14 China
- 23.06.2019 WDSF World Breaking Championship Cina[10]
- 15.03.2019 Circle Industry Austria[11]
- 13.10.2018 DPC Jam Svizzera
- 27.09.2018 Red Bull BC One World Final Svizzera[5]
- 21.04.2018 JBL Unbreakable World Final Belgio
- 17.12.2016 Risk Battle 2017 Austria
- 22.10.2016 D.Point. C Jam Svizzera.

## Premi
- 1 ° posto The Notorious IBE, Paesi Bassi - 2019
- 1 ° posto Industry Finals, Austria - 2019[11]
- 1 ° posto come miglior B-boy marocchino - 2019[12]
- 1 ° posto Battle of East, Estonia - 2018
- 2 ° posto DPC JAM, Svizzera - 2018
- 2 ° posto Les Jeux de la Francophonie, Costa d'Avorio - 2017[1]
- 1 ° posto Show and Prove, Regno Unito - 2016
- 2 ° posto Pasha 2312 Tutti gli stili, Austria - 2016
- 1 ° posto Red Bull BC One, Morocco Cypher - 2015[13]